# Tamarana
Tamarana är en kommun i Brasilien.   Den ligger i delstaten Paraná, i den södra delen av landet, 900 km söder om huvudstaden Brasília. Antalet invånare är 12 232.
I omgivningarna runt Tamarana växer i huvudsak städsegrön lövskog. Runt Tamarana är det glesbefolkat, med 9 invånare per kvadratkilometer.